# Irina Felixovna Jusupovová
Irina Felixovna Jusupovová (rusky Ирина Феликсовна Юсупова; 21. března 1915, Petrohrad – 30. srpna 1983, Cormeilles-en-Parisis) byla dcera ruského knížete Felixe Felixoviče Jusupova a princezny Iriny Alexandrovny Romanovové.

## Život
Její otec byl dědicem jedné z nejbohatších rodin nejen Ruska, ale i Evropy. Princezna Irina Alexandrovna byla dcerou velkoknížete Alexandra Michajloviče Romanova a velkokněžny Xenie Alexandrovny, dcery cara Alexandra III. Alexandroviče a sestry cara Mikuláše II. Alexandroviče.
Po Únorové revoluci odešla Jusupovova rodina do Paříže, zanechávajíc v Rusku většinu svého majetku. Irina byla vychovávaná svými prarodiči z otcovy strany až do devíti let, kdy byla předána svým rodičům. Podle jejího otce dostala od nich špatné vychování, protože se stala rozmarnou. Irina zbožnovala svého otce, avšak své matce byla vzdálena.
Dne 19. června 1938 se v Paříži vdala za hraběte Nikolaje Dmitrijeviče Šeremetěva, syna hraběte Dmitrije Sergejeviče Šeremetěva a hraběnky Iriny Ilarionovny Voroncovové-Daškovové. Pracoval v námořní společnosti Vlasoff. Později onemocněl tuberkulózou, a proto odešli kvůli klimatu do Řecka. Zemřela 30. srpna 1983 v Cormeilles-en-Parisis. Spolu měli jedno dítě:
- hraběnka Xenie Nikolajevna Šeremetěvová (* 1. března 1942, Řím)

### Potomci
Hraběnka Xenie Nikolajevna Šeremetěvová, se dne 20. června 1965 v Athénách vdala za Iliase Sfirise (* 20. srpna 1932, Athény) a spolu měli jednu dceru;
- Tatiana Sfiris (* 28. srpna 1968, Athény), která se v květnu roku 1996 vdala za Alexise Giannakoupoulose (* 1963), poté se rozvedla a spolu mají dvě dcery;
  - Marilia Vamvakidis (* 17. července 2004)
  - Yasmine Xenia Vamvakidis (* 7. května 2006)